# Fernand David
Pour les articles homonymes, voir David.
Ne doit pas être confondu avec Fernand David (sculpteur).
Fernand David, né à Annemasse (Haute-Savoie) le 18 octobre 1869 et mort à Paris le 17 janvier 1935, est un avocat, homme politique et franc-maçon français. Il est successivement affilié à l'Alliance démocratique puis aux Radicaux indépendants.

## Carrière politique
- Député de la Haute-Savoie de 1898 à 1919
- Sénateur de la Haute-Savoie de 1920 à 1935

- Ministre du Commerce et de l'Industrie du 14 janvier 1912 au 21 janvier 1913 dans le gouvernement Raymond Poincaré (1)
- Ministre de l'Agriculture du 21 janvier au 22 mars 1913 dans les gouvernements Aristide Briand (3) et Aristide Briand (4)
- Ministre des Travaux Publics du 9 décembre 1913 au 9 juin 1914 dans le gouvernement Gaston Doumergue (1)
- Ministre de l'Agriculture du 13 juin 1914 au 29 octobre 1915 dans les gouvernements Viviani (1) et Viviani (2)
- Ministre de l'Agriculture du 20 mars au 16 novembre 1917 dans les gouvernements Alexandre Ribot (5) et Paul Painlevé (1)
- Président du Conseil général de Haute-Savoie de novembre 1925 à sa mort.
- Ministre de l'Agriculture du 2 mars 1930 au 4 décembre 1930 dans le gouvernement André Tardieu (2)
- Président de la Fédération nationale de la mutualité et de la coopération agricole de 1926 à 1935.

## Vie privée
Il est propriétaire du domaine David à Saint-Julien-en-Genevois (Haute-Savoie).

### Biographie
- « Fernand David », dans Adolphe Robert et Gaston Cougny, Dictionnaire des parlementaires français, Edgar Bourloton, 1889-1891 [détail de l’édition]
- « Fernand David », dans le Dictionnaire des parlementaires français (1889-1940), sous la direction de Jean Jolly, PUF, 1960 [détail de l’édition]